# المماطلة في وقت النوم للانتقام

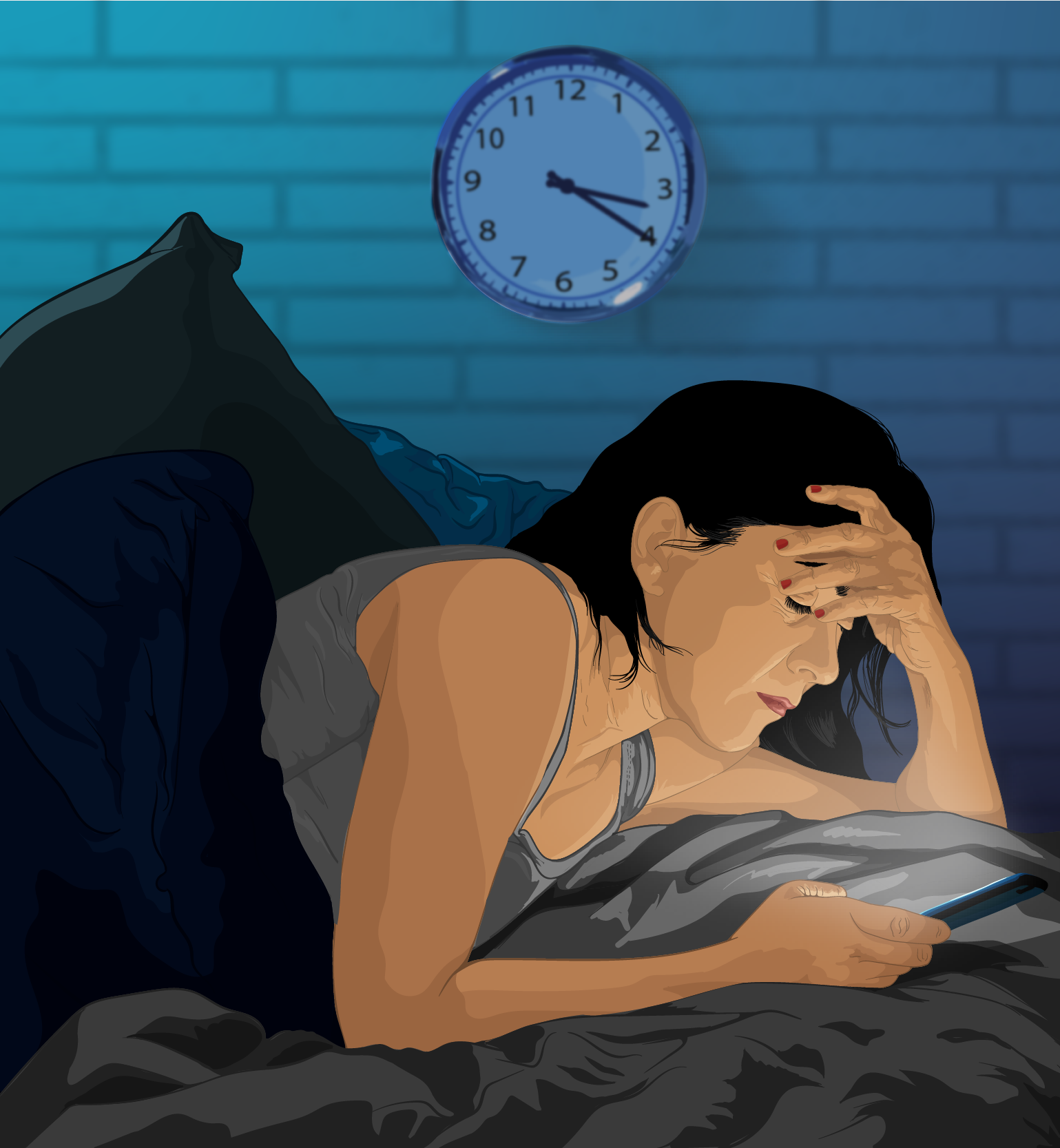
المماطلة في النوم

المماطلة في وقت النوم للانتقام هي ظاهرة نفسية يظل فيها الناس مستيقظين حتى وقتٍ متأخر عما يرغبون، في محاولة للسيطرة على حياتهم في وقت الليل، لأنهم يرون أنهم -ربما بشكل لاواعي- يفتقرون إلى السلطة على الأحداث التي تجري في حياتهم أثناء النهار.

## أصل المصطلح
المصطلح مرتبط بتأجيل وقت النوم الذي أصبح شائعًا بعد نشر دراسة حول الموضوع في عام 2014 من هولندا.
ويُعتقد بأن مصطلح «الانتقام» أُضيف أولاً في الصين في أواخر عام 2010، وقد يرتبط ظهور المصطلح بنظام 996 ساعة عمل (72 ساعة عمل في الأسبوع). يُعزى له بالانتقام لأن الكثيرين ممن يختبرون تلك المشاعر يشعرون أنها الطريقة الوحيدة التي يمكنهم من خلالها السيطرة على أنفسهم أثناء النهار.
كتبت الكاتبة دافني كي لي، عن ذلك على تويتر واصفة إياه بأنه «ظاهرة يرفض فيها الأشخاص الذين ليس لديهم سيطرة كبيرة على حياتهم النهارية النوم مبكرًا لاستعادة بعض الشعور بالحرية خلال ساعات الليل المتأخرة». 